# Der Orlow (1927)
Der Orlow ist eine deutsche Stummfilm-Liebeskomödie aus dem Jahre 1927 von Jakob Fleck und Luise Fleck. Vivian Gibson und Iván Petrovich spielen die Hauptrollen. Dem Film liegt die gleichnamige Operette von Bruno Granichstaedten und Ernst Marischka zugrunde.

## Handlung
Großfürst Alexander Alexandrowitsch ist um einen prachtvollen Diamanten, den „Orlow“, bestohlen worden, als er vor den Bolschewiki aus Russland fliehen musste. Im Westen hat er ein Auskommen als Pilot in einer Flugzeugfabrik gefunden, die von zwei skurrilen Typen, den Herren John Walsh und Jolly Jefferson, geleitet wird. Der Großfürst findet großen Gefallen an seiner Landsmännin Nadja Nadjakowska, einer mondänen und verführerischen Tänzerin, die es ebenfalls aus Russland hierher verschlagen hat.
Dies findet einer der beiden Flugzeugbauer überhaupt nicht lustig, da er selbst Interesse an jener Dame zeigt, während sein Partner sich mit einer recht hässlichen Verehrerin, seiner Sekretärin Dolly Marbanks, herumschlagen muss. Schließlich taucht auch noch ein weiterer Russe, der falsche Großfürst Alexander, auf, der dem echten Hochadeligen einst den fetten Klunker gestohlen hatte. Wie in einer Operette üblich, klärt sich alles am Ende zum Besten: Jeder bekommt diejenige Frau, die zu ihm passt wie etwa Alexander Alexandrowitsch seine Nadja, bzw. die er verdient (wie einer der Flugzeugbauer die nun zu wahrer Schönheit erblühte Dolly). Der langfingrige Exilrusse und falsche Großfürst aber muss den Edelstein zurückgeben und wandert ins Gefängnis.

## Produktionsnotizen
Der Orlow entstand im Juli und August 1927 in den UFA-Filmstudios in Neubabelsberg und auf dem Freigelände bei dem Filmatelier in Staaken. Der Film passierte die Zensur am 22. September 1927 und maß eine Länge von 2553 Metern, verteilt auf sechs Akte. Ein Jugendverbot wurde erteilt. Die Uraufführung erfolgte am 6. Oktober 1927 in Berlins Beba-Palast Atrium.
Jacques Rotmil entwarf die Filmbauten.
1932 spielte Ivan Petrovich erneut die männliche Hauptrolle in dem Tonfilm-Remake.

## Kritik
In der Österreichischen Film-Zeitung hieß es: „Das Regisseur-Ehepaar J. und L. Fleck hat hier entschieden seine beste Leistung vollbracht, in der Darstellung überwiegt Ivan Petrovich, ein geradezu ausgezeichneter Vertreter der Species Filmschauspieler … Vivian Gibson findet erfreulicherweise auch Gelegenheit, neben ihrer Schönheit ihr künstlerisches Können zu zeigen. Bruno Kastner als falscher Großfürst gab eine ausgezeichnete Salonerscheinung“.